# Conus kevani
Conus kevani é uma espécie de gastrópode do gênero Conus, pertencente a família Conidae.